# Crossotus stypticus
Crossotus stypticus es una especie de escarabajo longicornio del género Crossotus, tribu Ceroplesini, subfamilia Lamiinae. Fue descrita científicamente por Pascoe en 1869.

## Descripción
Mide  milímetros de longitud.

## Distribución
Se distribuye por Botsuana, Mozambique, Namibia, República de Sudáfrica, Suazilandia, Tanzania, Zambia y Zimbabue.